# پنجه‌برگ دوشاخه
پنجه برگ دوشاخه (نام علمی: Potentilla bifurca) نام یک گونه از سرده پنجه برگ است.